# Coronel Vivida

Coronel Vivida este un oraș în Paraná (PR), Brazilia.